# Východočeský aeroklub Pardubice
Východočeský aeroklub Pardubice (VAP) je aeroklub, letecká škola a provozovatel Letiště v Podhořanech u Ronova (ICAO:LKPN). 

## Historie
Již v roce 1911 vzniklo v Pardubicích Aviatické družstvo Pardubice, které spolupracovalo s místními průkopníky české aviatiky Janem Kašparem a Evženem Čihákem. Východočeský aeroklub Pardubice, zaměřený na motorové létání, byl ustaven 15. prosince 1929 a společně s Masarykovou leteckou ligou užíval letiště v Popkovicích. Sportovní letiště zde pořádalo letecké dny a pět ročníků leteckých závodů Memoriál ing. Jana Kašpara, v roce 1936 měl aeroklub v provozu 10 motorových letadel. Další rozvoj klubu však zarazila druhá světová válka, kdy letiště převzala armáda, klub byl zakázán a mnozí jeho členové zahynuli v koncentračních táborech a na popravištích. Poválečná činnost VAP byla zahájena 14. dubna 1946 a následující období, do roku 1948, bylo pro aeroklub jedním z nejúspěšnějších. V roce 1950 však aeroklub musel letiště opustit. Krátce působil v Přelouči, bezmotorová letadla v Podhořanech. Období normalizace bylo pro aeroklub složité, jeho hospodářské zázemí u letiště v Podhořanech bylo převedeno pod Správu podniků UV Svazarmu. Teprve v druhé polovině 80. let 20. století došlo k oživení českého sportovního letectví, kdy se uskutečnily slety amatérských letadel a byl obnoven Pohár Železných hor, soutěž v bezmotorovém létání. V polistopadové době byl majetek Svazarmu privatizován, v roce 1990 se aeroklub navrátil k svému historickému názvu.

## Současnost
Aeroklub nabízí lety pro veřejnost, pilotní výcviky na kluzáky a ultralighty a výcvik na obdržení průkazu soukromého pilota letounů.